# Odontopera epiphana
Odontopera epiphana là một loài bướm đêm trong họ Geometridae.